# Bác sĩ Zhivago
Bác sĩ Zhivago (/ʒɪˈvɑːɡoʊ/ zhiv-AH-goh; tiếng Nga: До́ктор Жива́го, chuyển tự: Doktor Zhivago, IPA: [ˈdoktər ʐɨˈvaɡə], Живаго nghĩa đen là "cuộc sống") là một tiểu thuyết của nhà văn người Nga–Xô viết Boris Pasternak (1890–1960), xuất bản lần đầu năm 1957 tại Italia. Tiểu thuyết được đặt tên theo nhân vật chính, Yuri Zhivago, một bác sĩ và nhà thơ, lấy bối cảnh từ cách mạng Nga 1905 cho đến Chiến tranh thế giới thứ hai.
Pasternak hoàn tất tác phẩm vào khoảng năm 1956, nhưng do lập trường "phi chính thống" của ông về cuộc Cách mạng tháng Mười Nga nên tác phẩm không được xét duyệt xuất bản tại Liên Xô. Năm 1957, một bản thảo được tuồn ra ngoài Liên Xô và in ra sách tiếng Nga tại Ý (Nhà xuất bản Feltrinelli), sau đó tác phẩm được dịch và xuất bản bằng cả tiếng Ý và tiếng Anh. Năm tiếp theo, Pasternak được trao giải Nobel văn học năm 1958, điều này khiến Đảng cộng sản Liên Xô tức giận và gây sức ép khiến ông phải từ chối nhận giải. Mãi đến năm 1988, tiểu thuyết Bác sĩ Zhivago mới được cho in và xuất bản tại Nga.
Tiểu thuyết đã được dựng thành phim năm 1965 do David Lean đạo diễn, và hai lần được chuyển thể thành phim truyền hình. Bác sĩ Zhivago đã được đưa vào giảng dạy trong trường học ở Nga kể từ năm 2003.

## Tóm tắt nội dung
Khởi đầu truyện là phần giới thiệu Yuri Andreievich Zhivago lúc 10 tuổi trong đám tang của mẹ. Yuri, con trai của một kỹ nghệ gia triệu phú đã phá sản và tự sát, nay đã mồ côi cả cha và mẹ, được ông cậu đưa lên Moskva sống với gia đình họ hàng là nhà Gromekos, có con gái là Tonya. Yuri làm thơ nhưng lại theo học y khoa. Song song với đó là tuyến truyện của cô thiếu nữ Larisa Fyodorovna (Lara). Lara theo bà mẹ góa phụ từ Ural đến Moskva, gia đình mở một xưởng may nhỏ và sống phụ thuộc vào tay luật sư Komarovsky. Komarovsky đã lợi dụng hoàn cảnh đó để dụ dỗ Lara. Trong đêm mẹ Lara tự sát không thành, Yuri cũng có mặt ở đó và gặp Lara lần đầu tiên. Lara tìm cách thoát khỏi nhà bằng cách đến làm gia sư cho nhà Kologrivov. Vài năm sau, Lara vẫn không thể vượt qua được bóng ma quá khứ và đã cầm súng bắn Komarovsky tại buổi tiệc giáng sinh, nhưng không may lại bắn trúng một người khác. Yuri và Tonya cũng có mặt tại buổi tiệc giáng sinh đó và chứng kiến vụ việc. Trong đêm đó mẹ Tonya qua đời. Komarovsky tìm cách chạy chọt thoát tội cho Lara. Nàng sau đó tốt nghiệp đại học, kết hôn với người yêu là Pavel Pavlovich (Pasha), cả hai cùng tới thành phố nhỏ Yuriatin dạy học.
Kế đến truyện dẫn vào thời kỳ chiến tranh thế giới lần thứ nhất. Yuri đang làm bác sĩ tại Moskva, đã cưới Tonya và vừa đón đứa con trai đầu lòng, song chàng đã bị gọi vào quân ngũ để làm bác sĩ quân y. Tại Yuriatin, Pasha nghĩ vợ chỉ yêu mình vì nghĩa vụ nên đã xin tòng quân và mất tích trong chiến trận. Lara xin đi làm y tá quân y với hy vọng tìm kiếm tung tích chồng, và cuối cùng đến làm việc tại cùng một thị trấn nhỏ nơi Yuri đang đóng quân. Chồng Lara được cho là đã hi sinh. Vào lúc này phong trào cách mạng bắt đầu nổi dậy tại St. Petersburg.
Chiến tranh bùng nổ khắp nơi, Yuri tiếp tục làm bác sĩ quân y và trở nên thân thiết hơn với Lara. Chàng viết thư cho vợ kể về Lara, lời lẽ trong thư khiến Tonya nghi ngờ chàng đã yêu Lara dù chàng hết sức phủ nhận. Mùa đông đến, đời sống trở nên chật vật vì thiếu thức ăn và dịch lỵ lan tràn. Sau cuộc chiến, Yuri trở về chức vị bác sĩ cũ tại nhà thương ở Moskva, còn Lara quay về Yuriatin. Cách mạng tháng 10 nổ ra và sau đó là cuộc nội chiến. Vì cá tính lãng mạn, Yuri thường bị các đồng nghiệp bolshevik chỉ trích thiếu tinh thần cách mạng. Lo sợ cho tương lai, Yuri cùng gia đình lên xe lửa chạy về Ural. Trong hành trình đầy gian khổ này, Yuri nhận thức được nỗi khổ của nông dân và tù binh, những nạn nhân của cách mạng và nội chiến. Trên đường Yuri cũng gặp Strelnikov, một chỉ huy Cách mạng khét tiếng tàn bạo, nhưng chàng đã được Strelnikov tha bổng khỏi bị hành hình.
Tại khu trang trại gần thành phố Yuriatin, Yuri cùng gia đình khai đất làm ruộng. Cuộc sống vất vả song Yuri lại có cảm hứng làm thơ trở lại. Sau khi Yuri gặp lại Lara ở thư viện thành phố, họ gặp nhau thường xuyên và bắt đầu ngoại tình. Lara đã biết Pasha còn sống và lấy bí danh là Strelnikov để hoạt động cách mạng. Yuri muốn trở vế với vợ để thú tội nhưng không may bị một nhóm quân du kích bắt cóc đến Siberia làm bác sĩ quân y.
Sau vài năm, Yuri trốn thoát và trở lại Yuriatin và được biết Tonya đã sinh con gái, cả gia đình đã trở về Moskav từ lâu. Yuri ở lại Yuriatin làm việc và sống cùng Lara, nhưng vẫn cố tìm cách trở về Moskav đoàn tụ với gia đình. Tuy nhiên, Yuri nhận được lá thư tới muộn 5 tháng từ Tonya thông báo cả gia đình đã bị trục xuất khỏi nước Nga vì là hậu duệ tư sản. Yuri và Lara ở vào tình thế nguy hiểm vì những mối liên hệ gia đình và quan điểm chính trị.
Komarovsky, kẻ đã từng dụ dỗ Lara năm xưa, xuất hiện và thuyết phục họ trốn tới Cộng hòa Viễn Đông. Vì an toàn của Lara, Yuri thuyết phục nàng ra đi với Komarovsky, còn mình thì ở lại. Ít lâu sau, Yuri gặp Strelnikov, tức Pasha, chồng của Lara lúc bấy giờ đang lẩn trốn vì bị chính phủ cách mạng truy lùng. Thất vọng vì lý tưởng không thành và hối tiếc vì đã hiểu lầm tình yêu của vợ dành cho mình, Pasha tự sát.
Sau khi về Moskva, Zhivago sống cuộc đời xuống dốc cả về sức khỏe và tinh thần. Chàng lấy một phụ nữ tên là Marina và có hai con. Sau khi được người em cùng cha khác mẹ giúp đỡ, Yuri bắt đầu sống một mình và viết lách trở lại, còn dự định quay lại làm bác sĩ. Nhưng chỉ ít lâu sau, chàng lên cơn đột quỵ và chết khi đi xe điện. Cùng thời điểm đó, Lara đến Moskva có việc và tình cờ gặp đám tang Yuri. Lara cho Yevgraf, em trai Zhivago và hiện là tướng mật vụ Liên Xô, biết rằng nàng có một đứa con gái với Yuri nhưng đã bỏ rơi ở Ural. Sau đó vài ngày, nàng mất tích, người ta tin rằng nàng đã bị thanh trừng hoặc chết trong trại cải tạo.
Trong phần kết diễn ra vào Chiến tranh thế giới thứ hai, các bạn cũ của Zhivago là Nika và Misha gặp nhau trong quân đội. Họ nói chuyện với một cô bé mồ côi phụ việc trong quân đội tên là Tanya, ngoại hình giống cả Yuri và Lara. Tanya kể lại việc bị mẹ bỏ rơi từ bé và có thời thơ ấu cơ cực, cô ngạc nhiên vì tướng Yevgraf đã hỏi thăm câu chuyện của mình và ông còn hứa sẽ giúp đỡ cô. Nhiều năm sau, Nika và Misha cùng nhau ôn lại các bài thơ của Zhivago.

## Hoàn cảnh

### Xuất bản
Mặc dù có những đoạn văn được viết từ những năm 1910 và 1920, mãi đến năm 1955 Bác sĩ Zhivago mới được hoàn thành. Cuốn tiểu thuyết được gửi đến tạp chí văn học Novy Mir ("Новый Мир") vào năm 1956, tuy nhiên bị từ chối xuất bản do khuynh hướng ngầm phủ nhận chủ nghĩa hiện thực xã hội chủ nghĩa, đề cao đến hạnh phúc cá nhân hơn là lợi ích toàn thể xã hội. Cơ quan kiểm duyệt Liên Xô cho rằng tác phẩm có một số nội dung chống Liên Xô và xét lại Cách mạng tháng 10.
Pasternak đã gửi tặng một số bản thảo bằng tiếng Nga cho những người bạn ở phương Tây. Năm 1957, nhà xuất bản Ý Giangiacomo Feltrinelli đã sắp xếp để tuồn lậu một bản thảo ra khỏi Liên Xô và xuất bản bản dịch tiếng Ý vào tháng 11 năm 1957. Tác phẩm được săn đón đến mức Feltrinelli đã cấp phép bản quyền dịch sang 18 ngôn ngữ khác nhau trước cả khi xuất bản lần đầu. Feltrinelli sau đó đã bị khai trừ khỏi Đảng Cộng sản Italia vì cuốn tiểu thuyết được cho là chỉ trích chủ nghĩa cộng sản. Bản dịch tiếng Pháp được Éditions Gallimard xuất bản tháng 6 năm 1958, bản dịch tiếng Anh xuất bản tháng 9 năm 1958.
Cơ quan Tình báo Trung ương Hoa Kỳ đã can thiệp để truyền bá tác phẩm như một công cụ để hạ bệ uy tín của chính quyền Xô viết. 1.000 bản tiếng Nga được in tại Nhà xuất bản Mouton ở Den Haag vào năm 1958, và 365 bản trong số đó được phân phát tại gian hàng Vatican tại hội chợ thế giới Brussels 1958. Tuy nhiên, 1.000 bản tiếng Nga này có chất lượng kém và cốt truyện bị cắt xén, bên cạnh việc hành vi in ấn này là bất hợp pháp vì chủ sở hữu bản thảo là Giangiacomo Feltrinelli. Tác giả Ivan Tolstoi cho rằng CIA đã can thiệp để Bác sĩ Zhivago bản tiếng Nga được đệ trình lên Ủy ban Nobel, giúp Pasternak giành giải Nobel và gây tổn hại thêm uy tín quốc tế của Liên Xô. Tuy nhiên, các tài liệu CIA công bố gần đây không cho thấy việc họ xuất bản ấn bản tiếng Nga là nhằm mục đích giúp Pasternak giành giải Nobel. Nhà ngữ văn học người Nga Anna Sergeyeva-Klyatis cho rằng việc sao chép và in lậu Bác sĩ Zhivago được hậu thuẫn bởi CAPE, một trong những tổ chức lưu vong hậu chiến lớn nhất ở Châu Âu. Tuy CAPE tham gia nhiều hoạt động chống Liên Xô, song việc in lậu chưa hẳn đã mang màu sắc chính trị mà có thể là để đáp ứng nhu cầu tinh thần của người Nga lưu vong.

### Giải thưởng
Vào ngày 23 tháng 10 năm 1958, Boris Pasternak được công bố thắng giải Nobel Văn học năm 1958 với những đóng góp đối với thơ ca trữ tình Nga và vai trò của ông trong việc "tiếp nối truyền thống sử thi vĩ đại của Nga". Tuy vô cùng xúc động, Pasternak phải tuyên bố từ chối nhận giải do áp lực chính trị. Viện Hàn lâm Thụy Điển ra thông báo điều này sẽ không làm thay đổi giải thưởng đã được công bố.
Tuy vậy, Pasternak vẫn bị chỉ trích tại Liên Xô và đối mặt với nguy cơ bị trục xuất. Ông đã viết thư trực tiếp cho Thủ tướng Liên Xô Nikita Khrushchev để bày tỏ: “Rời bỏ đất mẹ đối với tôi chính là cái chết. Tôi gắn chặt với nước Nga vì đây là nơi tôi được sinh ra, sống và làm việc."  Sau khi bị lật đổ vào năm 1964, Khrushchev đã đọc cuốn tiểu thuyết và cảm thấy hối hận vì lệnh cấm trước đây.
Cuối cùng nhờ có thêm cả sự can thiệp của Thủ tướng Ấn Độ Jawaharlal Nehru, Pasternak đã thoát khỏi việc bị trục xuất khỏi Liên Xô.

### Sau khi tác giả qua đời
Pasternak qua đời vì ung thư phổi trong căn nhà gỗ của mình ở Peredelkino vào ngày 30 tháng 5 năm 1960. Cho đến những năm 1980, các tác phẩm thơ của Pasternak muốn được xuất bản phải trải qua kiểm duyệt gắt gao. Danh tiếng của ông tiếp tục bị bôi nhọ bởi hệ thống tuyên truyền của nhà nước cho đến khi Mikhail Gorbachev tuyên bố tiến hành công cuộc cải tổ.
Năm 1988, sau nhiều thập kỷ lưu hành lậu thông qua samizdat, Bác sĩ Zhivago cuối cùng đã được đăng nhiều kỳ trên các trang của tạp chí Novy Mir. Năm sau, Con trai của Pasternak là Yevgeny Borisovich Pasternak cuối cùng cũng được phép đến Stockholm để nhận Huy chương Nobel của cha mình. Tại buổi lễ, nghệ sĩ cello Mstislav Rostropovich đã biểu diễn một sáng tác của Bach để vinh danh ông.
Bác sĩ Zhivago đã được đưa vào chương trình giảng dạy lớp 11 tại Nga kể từ năm 2003.

## Chuyển thể

### Phim và kịch
- Phim truyền hình Brazil năm 1959 là bản chuyển thể đầu tiên.[23]
- Tác phẩm chuyển thể nổi tiếng nhất là bộ phim năm 1965 do David Lean đạo diễn, Omar Sharif thủ vai Zhivago, Julie Christie vai Lara, Geraldine Chaplin vai Tonya và Alec Guinness vai Yevgraf. Bộ phim thành công về mặt thương mai, thắng năm giải Oscar và được xếp vào hàng kinh điển, mặc dù cải biên rất nhiều so với nguyên tác.
- Phim truyền hình Anh năm 2002 với sự tham gia của Hans Matheson, Keira Knightley, Alexandra Maria Lara, và Sam Neill.
- Phim truyền hình ngắn năm 2006 của Nga.
- Vở nhạc kịch Doktor Zhivago được diễn lần đầu tại Perm, vùng Ural vào 22 tháng 3 năm 2007   Lưu trữ ngày 12 tháng 12 năm 2013 tại Wayback Machine.[24]
- Vở nhạc kịch Doctor Zhivago được diễn lần đầu tại Đại học California năm 2006,[25] sau đó được chỉnh sửa lại và công diễn tại Sydney năm 2011.[26] Cả bản năm 2006 và 2011 đều được đạo diễn bởi Des McAnuff.[27]
- Vở nhạc kịch Zjivago tiếng Thụy Điển được diễn lần đầu ở Malmö năm 2014.[28]
- Một vở nhạc kịch được sản xuất tại Nhật bởi Takarazuka Revue năm 2018.[29]

## Các bản dịch tiếng Việt
- Bác sĩ Gi-va-gô, Trường Văn và Song Tích phỏng dịch, 1959
- Bác sĩ Zivago, Mặt trận Bảo vệ Tự do Văn hóa xuất bản, 1969
- Vĩnh biệt tình em, Nguyễn Hữu Hiệu dịch, Sài Gòn, Tổ hợp Gió, 1974
- Bác sĩ Zhivago, Nguyễn Hữu Hiệu dịch, Sài Gòn, Nhà xuất bản Hoàng Hạc, 1975
- Bác sĩ Zhivago, Lê Khánh Trường dịch, in trong Boris Pasternak, Con người và tác phẩm, Nhà xuất bản Thành phố Hồ Chí Minh, 1988
- Bác sĩ Zivago, Văn Tự và Mậu Hải dịch, xuất bản ở hải ngoại